# Ermita La Aparecida (Montfort)
L'Ermita La Aparecida és un edifici religiós ubicat a la pedania de La Aparecida, al municipi de Montfort del Cid (Vinalopó Mitjà). És un Bé de Rellevància Local.
L'origen d'aquest temple prové de la troballa que va fer Jayme Trigueros, el 13 de maig de 1736, d'un llenç de la Mare de Déu de Betlem. Trigueros va dur l'obra d'art al bisbat d'Oriola; el bisbe Josef Flores Osorio li va atorgar la custòdia del llenç, però el clero de l'església parroquial d'Oriola el va prendre per ubicar-lo a la seua parròquia. Jayme Trigueros va pleitejar, donant-li la raó la Reial Audiència de València. De nou amb la possessió de la Mare de Déu, va aixecar l'ermita entre 1738 i 1739.
L'any 1767 es va lliurar l'ermitori com a capella al clero de Sant Jaume d'Oriola. Posteriorment, l'any 1787, amb el títol de Nuestra Señora de La Aparecida, va esdevindre vicaria de la parròquia oriolana. Entre eixe any i 1789 es va reedificar i restaurar. Hi hagut actuacions també els anys 1920, 1939 i 1995.

## L'edifici
És un edifici entre mitjaneres, amb una façana configurada en pentàgon. Al costat dret hi ha el campanar i a l'esquerra, la casa abadia. La portalada hi compta amb una obertura dintellada ressaltada per una motllura blanca; a sobre hi una fornicula amb el mateix estil, i en la part superior, un frontó llis.
El campanar té òculs, els quals il·luminen l'escala. El cos de campandes compta amb arcs de mig punt i una terrassa amb la torre del rellotge.
A l'interior del temple, la planta de creu llatina (de 28 metres per 12,54 metres) es va realitzar en dues etapes: sobre la primera nau única amb capelles entre els contraforts internes, la cúpula del presbiteri i la volta de canó, s'hi va sumar un creuer, el cambril i una altra zona de presibiteri, on hi ha el llenç de la Mare de Déu de Betlem. Com s'hi va conservar el primer cobriment, és dels pocs temples que té dues cúpules.